# Die Schule der magischen Tiere

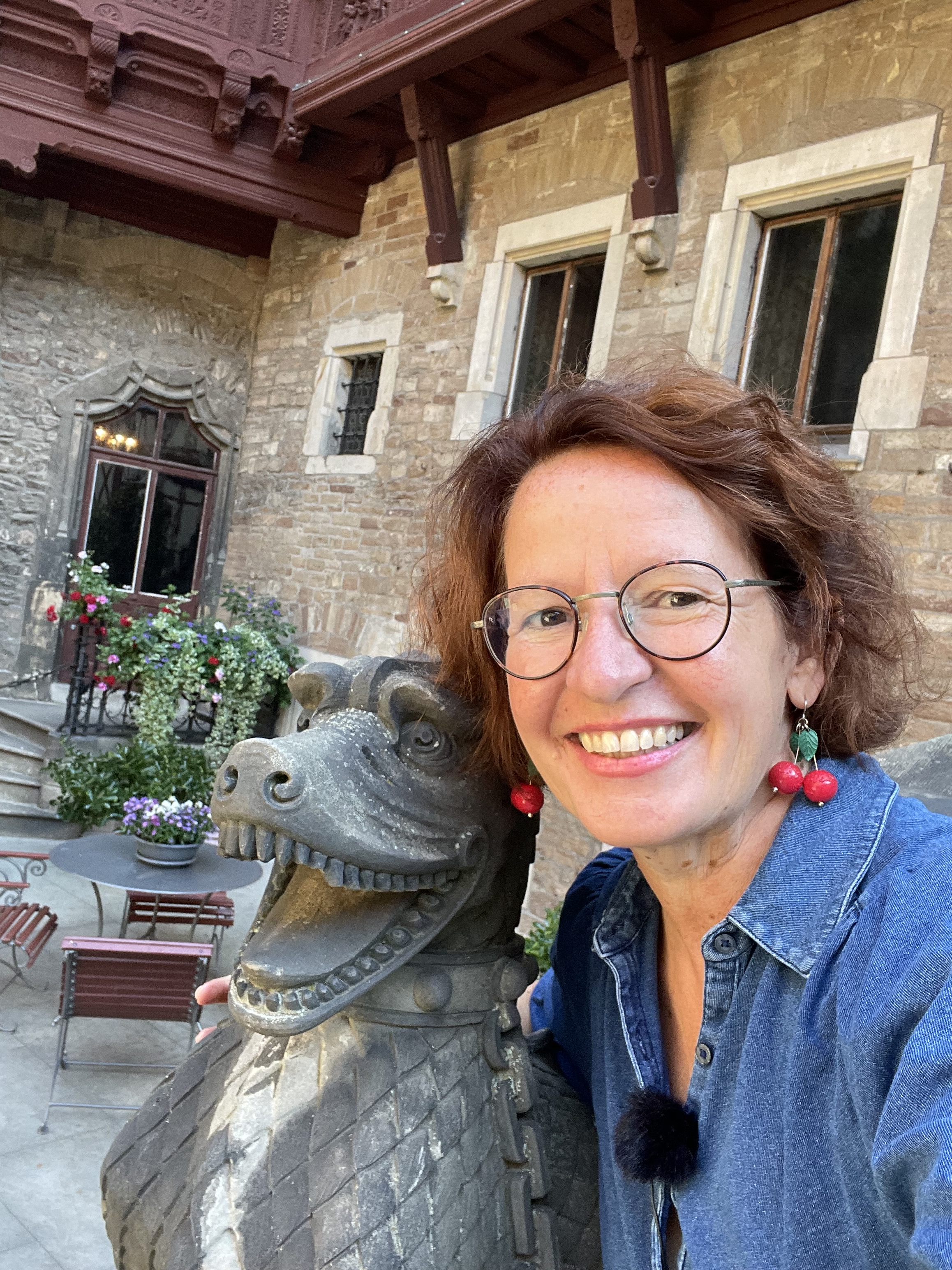
Margit Auer (2024)

Die Schule der magischen Tiere ist eine 2013 gestartete Kinderbuchreihe der deutschen Schriftstellerin Margit Auer mit Bildern der deutschen Illustratorin Nina Dulleck.
Bisher sind 15 Bände der Hauptreihe, neun Bände der Spin-Off-Reihe Die Schule der magischen Tiere – Endlich Ferien sowie ein Sonderband erschienen. Von der Erstleser-Reihe „Die Schule der magischen Tiere ermittelt“ gibt es sechs Bände. Beinahe gleichzeitig mit der Premiere des Films am 14. Oktober 2021 erschien das Buch Die Schule der magischen Tiere – Das Buch zum Film. Alle drei Reihen sind noch nicht abgeschlossen. Die Übersetzungsrechte sind in mehr als 25 Länder vergeben, unter anderem erscheinen die Bücher in Japan, Spanien, Ungarn und in der Türkei. Die Bücher erreichen regelmäßig vordere Plätze auf Bestsellerlisten. Auf der Spiegel-Jahresbestsellerliste Kinderbuch 2022 ist die Reihe mit acht Titeln in der Top-Ten-Liste vertreten. Im Jahr 2023 stehen sechs Titel auf der Top-Ten-Liste.

## Handlung
Die Serie spielt an der Wintersteinschule, einer Schule in Deutschland. Die Stadt wird nicht näher genannt, ebenso wenig das Alter der Schulkinder. Im Unterschied zu den üblichen deutschen Schulen gibt es hier magische Tiere. Diese Tiere können sprechen und werden zum besten Freund eines Kindes. Überreicht werden die Tiere (u. a. ein Fuchs, eine Schildkröte, ein Pinguin und ein Pinselohrschwein) von Mister Mortimer Morrison, dem Inhaber einer magischen Zoohandlung. Diese Zoohandlung befindet sich in derselben Stadt wie die Wintersteinschule. Nur wenige Menschen kennen das Geheimnis rund um die magischen Tiere: Mister Mortimer Morrison, die Lehrerin Miss Mary Cornfield und ihre Schulklasse, die aus zwölf Mädchen und zwölf Jungen besteht. Im 10. Band zieht ein Kind weg (Luna Nadolny), ein neues Kind (Oliver Bartel) kommt in die Klasse. In der Spin-off-Reihe stehen Ferienabenteuer im Mittelpunkt. Beschrieben wird die immergleiche Ferienwoche, allerdings aus verschiedenen Perspektiven. In der Hauptreihe werden pro Band ein bis drei Tiere überreicht. In der Erstleser-Reihe treten Eisbär Murphy und Elster Pinkie als Detektive auf.

## Charaktere

### Kinder
Benjamin Schubert
Benjamin (Spitzname Benni) ist Schüler an der Wintersteinschule. Er ist unsportlich, schüchtern und wird anfangs von vielen seiner Mitschülern gehänselt. Benni ist ein Fan von Weltraumabenteuern und hört die Radiosendung „Die dritte Dimension“. Außerdem fährt er Skateboard. Seine Eltern, die älter sind als andere Eltern, arbeiten als Bankangestellte. Er bekommt als erstes Kind in der Klasse ein magisches Tier, die Schildkröte Henrietta.
Ida Kronenberg
Ida ist neu an der Wintersteinschule und fühlt sich zunächst gar nicht wohl, auch weil sie ihre beste Freundin Miriam vermisst. Ida ist sehr ehrgeizig und schreibt gute Noten, sie tritt oft als Besserwisserin auf. Mit ihrem Mitschüler Max wetteifert sie um den Platz als Klassenbeste. Ida findet Jo süß und tanzt mit ihm auf dem Schulball. Ihre Eltern Elvira und Erik betreiben den „Friseursalon Elfriede“ am Johannisplatz. Ida liebt den Johannisplatz, insbesondere den großen Kastanienbaum, für dessen Rettung sie sich im Band Licht aus! leidenschaftlich einsetzt. Sie bekommt als zweites Kind in der gleichen Schulstunde wie Benjamin Schubert ein magisches Tier: Rabbat, den Fuchs.
Jonathan Wieland
In der Klasse nennen ihn alle „Jo“. Jo ist sportlich. Sein Aussehen ist ihm sehr wichtig, er nutzt Haargel und trägt oft T-Shirts und Pullis mit coolen Sprüchen. Einige Mädchen, unter anderem Ida, finden ihn süß. Seine Eltern sind sehr streng. Jo vermisst seinen großen Bruder Mats, der bereits ausgezogen ist. Er bekommt als dritter Schüler in der Klasse ein magisches Tier, den Pinguin Juri. Jo wohnt in der Uhlandstraße 1. Seine Eltern arbeiten als Richter und Zahnarzthelferin.
Anna-Lena Zink
Anna-Lena ist schüchtern und hilfsbereit. Sie gehörte zu Helenes Hofstaat. Mithilfe ihres magischen Tieres Caspar das Chamäleon lernt sie, sich gegenüber Helene durchzusetzen. Im Schultheaterstück spielt sie die Hauptrolle, Robin Hood, und beweist ihr schauspielerisches Talent. Anna-Lena wohnt im selben Haus wie Zacks Vater, Eschenbachstraße 126. Sie hat drei kleine Geschwister namens Tom, Leo und Milli. Anna-Lena backt gerne Waffeln. Genau wie Benni ist sie ein Fan der Radiosendung „Die dritte Dimension“. Beim Radiohören empfängt sie die Nachricht, dass sie bald ein magisches Tier bekommt.
Samuel Trewes
Er wird von allen nur Schoki genannt, da er Schokolade in allen Varianten liebt und sich oft am Getränkeautomaten der Schule eine heiße Schokolade holt. Sein Markenzeichen ist die Strickmütze. Er setzt sie niemals ab, sehr zum Ärger von Schuldirektor Siegmann. Er und Benni werden beste Freunde. Schokis Mutter arbeitet als Architektin. Wenn sie beruflich im Ausland unterwegs ist, lebt Schoki bei seinem Opa Theodor. Peperoni ist sein magisches Tier.
Edgar Petersen
Sein Spitzname ist Eddie. Er hat die Rolle des Klassenclowns. Er stolpert oft über seine Füße, erzählt Unsinn und gibt im Unterricht die falschen Antworten. Mithilfe seines magischen Tieres Eugenia, die Fledermaus, findet er heraus, dass er ein Hörgerät braucht. Sein Talent: Er kann gut zeichnen, vorzugsweise Comics. Eddies Eltern sind Künstler. Familie Petersen wohnt in der Schnitzlerstraße in einem gelben Haus mit verwildertem Garten.
Helene May
Helene liebt es, andere Mädchen herumzuscheuchen. Sie ist eingebildet, eine Angeberin und liebt Luxus und Shoppen. Sie ist die Anführerin einer Mädchenclique, zu der Finja, Katinka und Anna-Lena gehören. Aktuell angesagt sind in ihrer Clique Haarreifen, Kleidchen und Ballerinas (Prinzessinnen-Look). Helene hat einen Prinzessinnen-Rucksack, den meistens eine ihrer Freundinnen trägt. Nachdem ihr Vater einen großen Teil seines Vermögens verliert, muss sich Familie May an ein neues Leben gewöhnen. Helene gelingt das mithilfe ihres magischen Tieres Karajan, dem vornehmen Kater. Sie ist eine hervorragende Tänzerin, egal ob Ballett, Hip-Hop oder Breakdance. Helene lernt nach und nach den Wert von echter Freundschaft zu schätzen.
Silas Sawatzki
Silas ist ein Freund von Jo. Er liebt Dinosaurier seit seinem vierten Lebensjahr. Sein Berufswunsch ist Paläontologe (Dinosaurierforscher). Er hat eine Ausrüstung zum Fossiliensammeln und klettert leidenschaftlich gern. Er kommt jeden Tag mit dem Rennrad zur Schule. Silas hat einen älteren Bruder namens Milan. Familie Sawatzki wohnt im Libellenweg 1 in einem modernen Betonbungalow. Silas Vater ist Inhaber eines Bauunternehmens und nimmt nicht viel Rücksicht auf die Bedürfnisse seines Sohnes; daher verhält sich Silas in der Schule oft daneben, mobbt andere Schüler und bringt die Erstklässler um ihr Milchgeld. Mithilfe seines magischen Tiers, Krokodil Rick, lernt Silas, Grenzen zu akzeptieren.
Finja Degenhardt
Finja leidet bei der Klassenfahrt im vierten Band stark unter Heimweh. Um ihr Mut zu machen, bekommt sie als magisches Tier das Koalamädchen Sydney. Auch sie gehört zu Helenes Hofstaat, lernt aber, sich nicht mehr ausnutzen zu lassen. Finja verbringt viel Zeit mit ihren Eltern und redet mit ihnen über alles. Mithilfe ihrer magischen Gefährtin findet sie Freude an Übernachtungsbesuchen bei ihren Freundinnen. Finja ist Mitglied in der Tanz-AG.
Yannik Nowak
Yannik fällt es schwer, im Unterricht ruhig auf dem Stuhl zu sitzen. Er liebt es, Quatsch zu machen und hat einen großen Bewegungsdrang. Anfangs kann er mit seiner Kraft nicht umgehen und bringt seine Mitschüler gegen sich auf. Durch sein magisches Tier lernt Yannik, Ruhepausen einzulegen. Er beginnt, zu Fuß zur Schule zu gehen, statt den Bus zu nehmen und kann sich dadurch im Unterricht besser konzentrieren. Seine Noten verbessern sich enorm.
Franka Lindbergh
Franka trägt meistens schwarze Klamotten und hat Haargummis mit Totenköpfen. Sie kann hervorragend mit Computern umgehen und ist ein Mathegenie. Sie liebt Krimis und Agentenromane. Sie ist eine Einzelgängerin, wird aber nach und nach lockerer und realisiert, dass ihre Mitschüler nicht so babyhaft sind wie sie immer dachte. Luna Nadolny wird ihre beste Freundin. Auch nach deren Wegzug bleiben die beiden in Kontakt. Franka hat panische Angst vor Spinnen.
Max Kramer
Max wird  auch „der Professor“ genannt. Sein Spezialgebiet: Ägypten. Sein Markenzeichen: Die runde Brille. Er trinkt gerne Milch und knabbert Erdnüsse, weil das die Gehirnzellen in Schwung hält. Max trägt zu feierlichen Gelegenheiten gerne Anzug und Krawatte. Zum Schulball geht der Professor mit Franka. Max hat in Drucksituationen Versagensängste. Sein magisches Tier zeigt ihm, dass niemand perfekt ist.
Hatice Akay
Hatice ist die beste Freundin von Sibel. Die beiden tuscheln manchmal auf Türkisch miteinander. Hatice hat panische Angst vor Wasser, bis sie ihr magisches Tier bekommt. Nachdem es ihr gelingt, ihre Angst zu überwinden, findet Hatice immer mehr Gefallen an Schwimmen und Tauchen und erkundet beim Familienurlaub in Dänemark die Nordsee. Hatices Eltern heißen Elif und Mehmet. Außerdem hat sie zwei ältere Brüder namens Sami und Tarek. Nesthäkchen der Familie Akay ist Baby Leyla. Die Familie wohnt im 7. Stock eines Hochhauses. Hatices magisches Tier ist Mette-Maja.
Henry von Waldenfels
Henry hat reiche Eltern, die mit Oldtimern handeln. Er lebt in der Cranacher Allee in einer Villa mit Swimmingpool. Frau Rettich arbeitet hier als Haushälterin und kümmert sich um Henry, wenn Silva und Philipp von Waldenfels auf Geschäftsreisen sind. Seine Großeltern besitzen ein Schloss in Österreich, in dem es spukt. Henry ist am Anfang verwöhnt und faul, sehr zu Frau Rettichs Leidwesen. Sein magisches Tier lehrt ihn, dass man seine Freunde nicht wie Dienstboten behandelt und was Respekt bedeutet. Leander, der Leopard gehört zu ihm.
Ronja Jablonski
Ronja hat rote Locken und ist sehr schlecht in Mathe. Sie streunt gern durch die Stadt, ist unzuverlässig und kommt zum Ärger ihrer Eltern oft zu spät nach Hause. Im 7. Band fälscht sie die Unterschrift ihrer Mutter, weil sie eine 6 in Mathe bekommen hat. Sie hat Angst, dass ihre Eltern böse werden und den anstehenden Jahrmarktbesuch streichen. Ronja hat eine große Schwester namens Paula, die eine richtige Überfliegerin ist. Die Eltern Jablonski arbeiten als Zahnärzte. Mit ihrem magischen Tier lernt Ronja Zeitmanagement. Außerdem bringt sie zusammen mit ihrem Gefährten den Mut auf, die Lügen und die Unterschriftenfälschung zu gestehen. Ihre Eltern versprechen ihr, dass sie trotzdem geliebt wird. Ihr bester Freund und Lernpartner ist Lothar. Ihr magisches Tier ist Toffy, der magische Hund. Ronja kann gut Basketball spielen.
Lothar Roggenthiel
Lothar ist der Kleinste in der Klasse. Er liebt Basketball und ist sehr schlecht in Mathe. Lothars Eltern betreiben einen Schreibwarenladen in der Lindenallee. Lothar traut sich nicht, sich in die Klassengemeinschaft einzugliedern, bevor er sein magisches Tier bekommt. Er kassiert lieber einen Strich von Miss Cornfield wegen fehlender Hausaufgaben, statt jemanden anzurufen. Lothar fühlt sich unsichtbar. Schließlich spricht er vor der ganzen Klasse über seine Erfahrungen und freundet sich mit Ronja an. Er liebt William, sein Känguru.
Zack Martens
Zack leidet unter der Trennung seiner Eltern, bis er im 8. Band sein magisches Tier bekommt. Zack ist musikalisch und ein begabter Gitarrist und Sänger. Mit seinem Vater ist er vor der Trennung der Eltern gemeinsam aufgetreten. Es gibt im Haus sogar ein Musikstudio. Nachdem Zack in seinem unermesslichen Frust Agent Y attackiert, ein Bastelprojekt der Klasse ruiniert und Max magische Gefährtin beleidigt, muss eine Lösung her. Nichts und niemand kommt an Zack heran. Auch Anna-Lena wird von Zack rüde beiseite geschoben. Zacks neuer magischer Freund sorgt zuerst dafür, dass Zack und sein Vater sich aussprechen. Erst dann ist Zack in der Lage, an seine Mitmenschen zu denken.
Luna Nadolny
Luna liebt Musik, Tanz und Gedichte, sie ist eine Romantikerin. Luna hat lange, blonde Haare. Sie spielt bei der Aufführung von Robin Hood Maid Marian und trägt dabei ein taubenblaues Rüschenkleid. Luna war vor ihrem Umzug in der Tanz-AG der Wintersteinschule zusammen mit Helene, Anna-Lena, Finja und Katinka. Im 10. Band verlässt sie die Klasse und zieht mit ihren Eltern und ihrem magischen Gefährten Falke Salim in eine 70 Kilometer entfernte Stadt. Sie besucht bei Gelegenheit ihre Klasse in der Wintersteinschule und besonders ihre beste Freundin Franka. Luna gewöhnt sich schnell in ihrer neuen Schule ein, besonders das musische Profil gefällt ihr. Sie lernt Lyrik und beginnt Cello spielen. Lunas Mutter arbeitet als Historikerin.
Katinka Iwanow
Katinka wohnt in der Beethovenstraße 9, einem Haus mit wunderschönen Rosenbüschen davor. Sie gehört zu Helenes Clique. Katinka ist sehr sportlich. Sie bleibt eher im Hintergrund, wünscht sich aber mehr Anerkennung von ihren Eltern. Nina und Mischa Iwanow haben wenig Zeit für ihre Tochter. Ihre zeitfressenden Jobs in einer Werbeagentur und als Geologieprofessor an der Universität halten sie ebenso auf Trab wie Katinkas kleiner Babybruder Boris. Mithilfe ihres magischen Tieres gewinnt Katinka an Selbstbewusstsein.
Anthony Madaki
Anthony wohnt in der Albert-Einstein-Straße in einer Doppelhaushälfte mit Garten, die sich seine und Matteos Familien teilen. Anthony spielt mit Leidenschaft Fußball. Er will Fußballprofi werden, trainiert aber viel zu verbissen. Sein magisches Tier findet er am Anfang uncool, weil es klein und flauschig ist. Er wünscht sich einen Siegertypen an der Seite. Letztlich sieht er ein, dass er sein magisches Tier ungerecht behandelt hat. Die beiden versöhnen sich. Familie Madaki besteht aus Mutter Nele, Vater Kovi, Anthony und seiner kleinen Schwester Laura. Anthonys Vater Kovi stammt aus Südafrika. Die Familie fährt oft dorthin, um Verwandte zu besuchen. Dort spielt er mit seinen Cousins Straßenfußball.
Elisa Bergeramo
Elisa wohnt mit ihrer Mutter und dem sechs Jahre älteren Bruder Marvin in der Heymannstraße 12. Die Mutter Paola arbeitet als Krankenschwester. Familie Bergeramo hat nicht viel Geld, hält aber eng zusammen. Sie hat dunkle Locken mit grünen Strähnen. Als ihr Bruder sich mit den falschen Freunden einlässt und zu stehlen beginnt, leidet Elisa extrem und igelt sich ein. Nur ihr bester Freund Oliver kommt an sie heran. Mithilfe ihres magischen Tieres, der Wölfin Silber, gewinnt Elisa an Selbstbewusstsein. Elisa ist ein totales Waldmädchen und hat mit Silber ihr perfektes magisches Tier an ihrer Seite.
Miriam Czerny
Miriam, auch Miri genannt, ist Idas beste Freundin und wohnt in einer anderen Stadt. Frau Czerny ist mit Idas Eltern befreundet. Sie betreibt einen Partyservice. Miriam spielt Geige im Schulorchester. Sie ist das erste Kind außerhalb der Klasse, das das Geheimnis kennt. Sie bekommt im 12. Band ein eigenes magisches Tier, den Koboldmaki Fitzgeraldo.
Oliver Bartel
Oliver (Spitzname Olli) ist neu in der Klasse und hat zunächst keine Ahnung von magischen Tieren. Langsam gewöhnt er sich ein. Oliver singt und spielt sehr gerne Klavier. Seine Mutter spielt als Konzertpianistin und hat ihren Auftritt in Band 13 in Oslo. Er vermisst seine Oma Annelie, die aufgrund Demenz ins Altersheim „Marienheim“ gezogen ist. Dank seines magischen Tieres, dem Hahn Kid Early, schafft er es, nicht mehr so traurig zu sein.
Sibel Weber
Sibel lebt seit der Trennung ihrer Eltern bei ihrem Vater Niko Weber und sieht ihre Mutter Asra selten, da diese als Anwältin wenig Zeit hat. Nachdem ihr Vater sich komisch benimmt, kommt „Jessi“, seine neue Freundin, in ihr Leben. Sibel fühlt sich abgeschoben, der gemeinsame Vater-Tochter Mittwoch macht nur noch halb so viel Spaß. Mit Annabell, der munteren Waschbärin, lernt Sibel Jessica besser kennen, kann ein gutes Gespräch mit ihrem Vater führen und lernt, dass das eigene Herz manchmal größer ist als gedacht. Ihre beste Freundin ist Hatice, durch die sie unterstützt wird.
Leonie und Matteo haben als einzige noch keine magischen Tiere bekommen, konnten aber welche in den folgenden Bänden bekommen.

### Tiere
Pinkie, die Elster
Pinkie stammt aus Deutschland und ist das magische Tier von Mortimer Morrison. Sie kam zu Mortimer, als dieser noch ein Kind war. Sie unterstützt Mortimer nach dem Tod seiner Mutter Catherine. Mithilfe seiner Elster kann Mortimer wieder nach vorne sehen. Pinkie ist sehr stolz auf ihr schillerndes Gefieder. Auch wenn sie schon viel Erfahrung mit der Menschenwelt hat, stiehlt Pinkie von Zeit zu Zeit glitzernde Funkeldinger.
Henrietta, die Schildkröte
Henrietta stammt aus der Karibik und ist das magische Tier von Benjamin Schubert. Sie ist fast 200 Jahre alt und sehr weise. Ihr Lieblingsspruch lautet: „Nicht übel, gar nicht übel.“ Henrietta verdreht beim Lesen die Buchstaben. Statt „Nette Bedienung gesucht“ liest sie „Fette Bedienung gesucht“, die „Kutschfahrt“ wird zur „Knutschfahrt“. Die Anregung für diese Idee gab der jüngste Sohn der Autorin. Henrietta isst besonders gerne Gänseblümchen, Salatgurke, Paprika, Krabben und Glibberquallen.
Rabbat, der Fuchs
Der Fuchs stammt aus Norwegen, wo er in einer behaglichen Erdhöhle aufgewachsen ist. Er ist das magische Tier von Ida Kronenberg. Rabbat liebt Schokokekse und Erdbeereis, das ihn an die Walderdbeeren seiner Heimat erinnert. Rabbat nennt Ida „Rotschopf“. Er hat bernsteinfarbene Augen.
Juri, der Pinguin
Juri kommt aus der Antarktis und ist das magische Tier von Jo. Er putzt sich gerne heraus mit Fliege oder seinen gelben Schal. Er kann mit seinem spitzen Schnabel Schlösser knacken. Juri ist ein sehr guter Taucher und kann bis zu 15 Minuten unter Wasser bleiben.
Peperoni, das Pinselohrschwein
Peperoni kommt aus dem Senegal. Er gehört zu Schoki (Samuel) und, wie er, liebt er Schokolade. Peperoni hat rotbraunes Fell und aus seinen Ohren quellen weiße Haarbüschel.
Caspar, das Chamäleon
Caspar kommt aus Madagaskar und kann die Farbe wechseln. Wenn Anna-Lena stolpert oder Caspar fast runterfallen lässt sagt er meist: „Hupsi-pupsi“. Caspar ist der Gefährte von Anna-Lena. Er nennt seine Freundin „Prinzessin“.
Eugenia, die Fledermaus
Eugenia kommt aus einer Burgruine in Oberbayern, hat einen Sprachfehler und ist das magische Tier von Edgar Petersen. Sie ist das Lieblingstier der Autorin. Sie gibt Eddie Tipps bei seinen Comics und weckt ihn auf. So kommt er dann nicht mehr zu spät.
Karajan, der Kater
Der adelige Kater Karajan hat grüne Augen und ein schwarzes Fell. Früher wohnte er in Paris in einem Herrenhaus. Er ist genauso hochnäsig wie seine Gefährtin Helene. Karajan liebt Sahne und Lachsschnittchen. Am Anfang wollte er nicht zu Helene, sondern zu Henry, da er sehr verwöhnt ist und deshalb von Helene abgehauen ist.
Rick, das Krokodil
Rick kommt aus Florida und ist das sprechende Tier von Silas. Rick leidet unter Mundgeruch und rülpst manchmal. Er liebt Fischstäbchen – „voll legga!“. Rick ist nicht schwindelfrei. Wenn er mit Silas Fahrrad fährt, wird ihm schlecht. Rick planscht bei jeder Gelegenheit im Schulteich.
Sydney, das Koalamädchen
Sydney stammt aus Australien und ist das magische Tier von Finja. Sydney liebt Grünpflanzen und Petersilie, weil sie in Deutschland keinen Eukalyptus bekommt.
Tingo, der Schimpanse
Tingo kommt aus Tansania. Er gehört zu Yannik. Tingo liebt Bananen und Bananensplit. Er fühlt sich im Wintergarten der Familie Nowak wohl, weil der ihn an seine Heimat erinnert.
Cooper, die Ratte
Cooper stammt aus London. Cooper hat ein braun geflecktes Fell und liebt Punkrock. Lieblingsspruch: „Cool Baby!“ Cooper gehört zu Franka. Er mag besonders gerne englischen Hartkäse und Pommes mit Essig. Er genießt das Fliegen auf dem Rücken seines Freundes Salim, weswegen er auch sehr traurig ist, als Luna und Salim in eine andere Stadt ziehen.
Muriel, die Eule
Muriel kommt aus Athen. Sie ist das magische Tier von Max. Sie ist eng mit Fledermaus Eugenia befreundet. Früchtebrot schmeckt ihr besonders gut.
Mette-Maja, die Robbe
Mette-Maja stammt aus Dänemark. Sie ist das magische Tier von Hatice, die sie „kleine Krabbe“ nennt. Mette-Maja mag Klatschzeitschriften und Prinzessinnen. Mit ihrer Hilfe überwindet Hatice ihre Angst vor Wasser.
Leander, der Leopard
Leander kommt aus Kenia. Er hat honiggelbe Augen und gehört zu Henry. Benni war am Anfang neidisch auf Henry, weil er den Leopard bekommen hat und Benni nur eine Schildkröte.
Toffi, der Hund
Toffi stammt aus Deutschland. Er mag Wurst und Stracciatella-Eis. Er ist das magische Tier von Ronja.
William, das Känguru
William stammt aus Australien. Er hat einige Zeit in Gefangenschaft beim Zirkus gelebt. William gehört zu Lothar. Zusammen spielen sie Basketball und machen Weitsprung.
Zeki, das Stachelschwein
Zeki ist das magische Tier von Zack. Es kann gut singen und kommt aus dem Oman. Er und Salim wurden bei derselben Reise eingesammelt, weswegen sie sich gut kennen.
Salim, der Wanderfalke
Salim stammt aus dem Oman und gehört zu Luna. Er ist ein hervorragender Flieger. Salim frisst gerne Reis, Fleischbällchen, Erdnüsse und Honigbrot. Er versteht sich besonders gut mit Ratte Cooper. Salim ist das magische Tier von Luna. Im Band 10 („Hin und weg“) zieht er mit Luna in eine andere Stadt.
Polly, der Flamingo
Polly stammt aus Florida und ist das magische Tier von Katinka. Hobby: Ballett. Außerdem hat Polly einen Handtaschentick.
Madonna, das Meerschweinchen
Madonna stammt aus Chile und gehört zu Anthony. Ihr Lieblingsausruf: „Caramba!“ Sie ist seidig weich und riecht nach Apfel und Zimt.
Silber, die Wölfin
Silber ist die Gefährtin von Elisa. Die Wölfin hat lange in der Wildnis gelebt und muss sich erst an das Leben unter Menschen gewöhnen.
Fitzgeraldo, der Koboldmaki
Fitzgeraldo stammt aus Borneo, Südostasien. Er liebt es, mit Stoffservietten zu speisen und ist ein Feinschmecker. Der Feinschmecker liebt Miriams Geigenspiel und betätigt sich als DJ. Er ist das magische Tier von Miriam.
Kid Early, der Gockelhahn
Kid Early ist der Gefährte von Oliver.  Er liebt es zu singen und Oliver beim Musizieren zuzuhören. Kid Early hilft ihm, den Abschied von seiner Oma Annelie zu überwinden und den Auftritt zu meistern. Der Gockelhahn stammt aus Südtirol.
Annabell, die Waschbärin
Annabell ist die Gefährtin von Sibel und riecht angenehm nach Kiefer. Sie liebt es in Mülltonnen herumzustöbern und ist unheimlich neugierig, weshalb sie schon mit Murphy die Wintersteinschule entdeckt. Außerdem freut sie sich, zu einem Kind zu kommen. Aus diesem Grund ist die lernbereite Annabell zunächst so hibbelig, dass sie Probleme mit dem Versteinern hat. Die Waschbärin kommt aus der Stadt.
Murphy, der Eisbär
Murphy lebt bei Mr. Morrison in der magischen Zoohandlung. Er stammt aus Kanada. Murphy ist sehr stark, liebt Schnee und Eis und kann mit der Schreibmaschine Texte schreiben. Murphy ist der einzige Detektiv der magischen Tiere und die Hauptfigur der Buchreihe „Die Schule der magischen Tiere ermittelt“.
Agent Y, die Vogelspinne
Agent Y stammt aus dem „Tal des Todes“ in Kalifornien. Die Spinne wurde im Handschuhfach von Mr. Morrisons Omnibus vergessen und lebt jetzt in der magischen Zoohandlung. Agent Y liebt Himbeersirup. Sie versteht sich besonders gut mit Mary Cornfield.
Leonardo, das Streifenhörnchen
Leonardo wohnt in der Kastanie am Johannisplatz. Er liebt seine Freiheit. In der magischen Zoohandlung schaut Leonardo nur ab und zu vorbei.
Ashanti, die Schwarze Mamba
Ashanti wohnt in der magischen Zoohandlung, nutzt aber jede Gelegenheit, um auszubüxen. Sie versteht sich gut mit Idas bester Freundin Miriam.
Die zwölf Erdmännchen
Die Erdmännchen haben ebenfalls keinen Besitzer und sorgen in der magischen Zoohandlung immer mal wieder für Abwechslung.
Joschi, der Biber, und die Wattwürmer
Sie gehören zu den vielen sprechenden Tieren aus dem Kosmos der Buchreihe „Die Schule der magischen Tiere“. Die Wattwürmer singen gerne und oft.

### Erwachsene
Mister Mortimer Morrison
Mortimer Morrison stammt aus Schottland und besitzt selbst ein magisches Tier: Pinkie, die Elster. Er ist Inhaber der magischen Zoohandlung. Er fährt mit seinem Omnibus um die Welt, um magische Tiere einzusammeln, mit denen er und das ausgewählte Kind sprechen kann. Magische Tiere verstehen sich untereinander und sie verstehen die Menschensprache. Die magischen Tiere nimmt Morrison zunächst mit in die magische Zoohandlung, wo er sich liebevoll um sie kümmert.
Miss Mary Cornfield
Miss Cornfeld ist Lehrerin an der Wintersteinschule und die jüngere Schwester von Mortimer Morrison (Sammelt Tiere ein).
Sie ist seit Anfang des Schuljahrs Lehrerin an der Wintersteinschule. Die Schüler wundern sich über Miss Cornfield, denn manchmal kommt es den Kindern vor, als könne sie Gedanken lesen. Sie trägt einen langen, roten Samtmantel und ein Amulett um den Hals. Sie stammt aus Schottland. Gemeinsam mit Mortimer Morrison entscheidet sie, welches Kind in der Klasse als Nächstes ein magisches Tier bekommt. Miss Cornfield hat kein eigenes magisches Tier. Wenn ihr Bruder wieder magische Tiere sucht, kümmert sie sich solange um die anderen in der magischen Zoohandlung.
Heribert Siegmann
Der Direktor an der Wintersteinschule schätzt Miss Mary Cornfield als kompetente Kollegin. Heribert Siegmann verliebt sich im vierten Band („Abgefahren“) in die Herbergsmutter Dolores und heiratet sie schließlich im achten Band der Reihe (Voll verknallt!). Er kennt das Geheimnis der magischen Tiere nicht.
Willi Wondraschek
Der Hausmeister an der Wintersteinschule betreibt einen Pausenverkauf, wo es leckere Semmeln gibt, pflegt den Schulgarten und kümmert sich um die Sauberkeit im Schulgebäude. Willi Wondraschek wohnt im Hausmeisterbungalow hinter der Schulwiese. Er kennt das Geheimnis der magischen Tiere nicht.
Barbara Bergmann
Barbara Bergmann ist Sportlehrerin an der Wintersteinschule. Sie leitet die Tanz-AG. Sie kennt das Geheimnis der magischen Tiere nicht.
Dolores Siegmann
Die Frau von Heribert Siegmann. Im vierten Band („Abgefahren“) arbeitete sie noch im Schullandheim und im achten Band (Voll verknallt!) heiratete sie Heribert Siegmann. Die Heirat fand in der Wintersteinschule statt mit allen Kindern und den magischen Tieren.
Oma Amelie
Ist die Oma von Olli (d. i. Oliver Bartel).

## Besonderheiten der magischen Tiere
Magische Tiere werden zum besten Freund des Kindes. Sie können die Menschensprache verstehen und verstehen sich untereinander.
Auch das Kind kann sich mit seinem magischen Tier unterhalten – wenn es zu ihm gehört.
Magische Tiere können versteinern. Das ist ein Trick, den Mortimer Morrison den Tieren beigebracht hat. Wenn Menschen anwesend sind, die nicht zum magischen Kreis gehören, verwandeln sich magische Tiere in Kuscheltiere.
Bevor eine Übergabe stattfindet, erhält das betreffende Kind diese Nachricht: „Die magische Zoohandlung teilt mit: Das Auswahlverfahren läuft. Du bist der/die Nächste, der ein magisches Tier bekommt. Halte dich bereit! Viele Grüße! Die magische Zoohandlung!“ Vor jeder Übergabe schwört die Klasse, mit niemandem über das Geheimnis zu sprechen. Der Schwur lautet:
„Niemals, niemals sprechen wir
mit anderen über das magische Tier.
Die magische Zoohandlung ist streng geheim,
so soll es für immer und ewig sein.“

## Hintergrund und Motivation
Die Autorin wollte „Alltagsgeschichten erzählen, die so turbulent und witzig sind, dass die Kinder gar nicht mehr aufhören wollen zu lesen“.
Die Grundidee entstand, als die drei Söhne der Autorin ihre Grundschulzeit durchliefen. Viele dieser Schulerlebnisse flossen in die Geschichten ein, wenn auch niemals direkt. „Reale Vorbilder gibt es nicht – meine Kinder würden mich erwürgen, wenn ich ihre Lebensläufe oder die ihrer Freunde für meine Bücher verwenden würde. Aber natürlich hole ich mir eine Menge Ideen aus meiner Umgebung: Worüber lachen Kinder? Was beschäftigt sie? Welche Sorgen plagen sie? Die innige Liebe von Kindern zu Tieren spielt in meinen Büchern eine wichtige Rolle.“ Auch Familienerlebnisse wie eine Bergtour wurden verarbeitet. „Einem meiner drei Söhne ist die ganze Zeit eine Katze hinterhergelaufen, und er hat mit ihr geredet. Es sah aus, als könne er die Katzensprache. Da dachte ich mir: Wäre das schön, wenn diese Katze antworten könnte.“ Die witzige Eigenart der Schildkröte Henrietta, beim Lesen die Buchstaben zu verdrehen, geht ebenfalls auf ein Familienerlebnis zurück.
Tiere sind für die Autorin ideale Protagonisten, um wichtige Botschaften zu transportieren. Es gehe ihr darum, Selbstbewusstsein der Kinder zu stärken und ihnen dabei zu helfen, ihre Rolle zu finden. „Hinter dieser Idee steckt eine Botschaft: Jeder ist genau richtig, so wie er ist. Du musst dich nicht verstellen und der Welt etwas vorspielen. Sei so, wie du bist. Auch das lernen die Kinder mithilfe ihrer Tiere.“ Die Tiere helfen ihren Kindern, wenn es Probleme gibt. „Das Tier steht immer fest an der Seite des Kindes, egal, was passiert. Schildkröte Henrietta gibt Benni kluge Ratschläge, etwa, sich von Ida nicht alles gefallen zu lassen. Die Robbe Mette-Maja hilft Hatice, ihre Angst vor dem Wasser zu überwinden und Silas lernt von seinem Krokodil, dass Angeberei nicht alles ist. Die magischen Tiere haben viel Verständnis für die Sorgen ihrer Kinder und können sich gut in sie hinein versetzen.“

## Verfilmungen

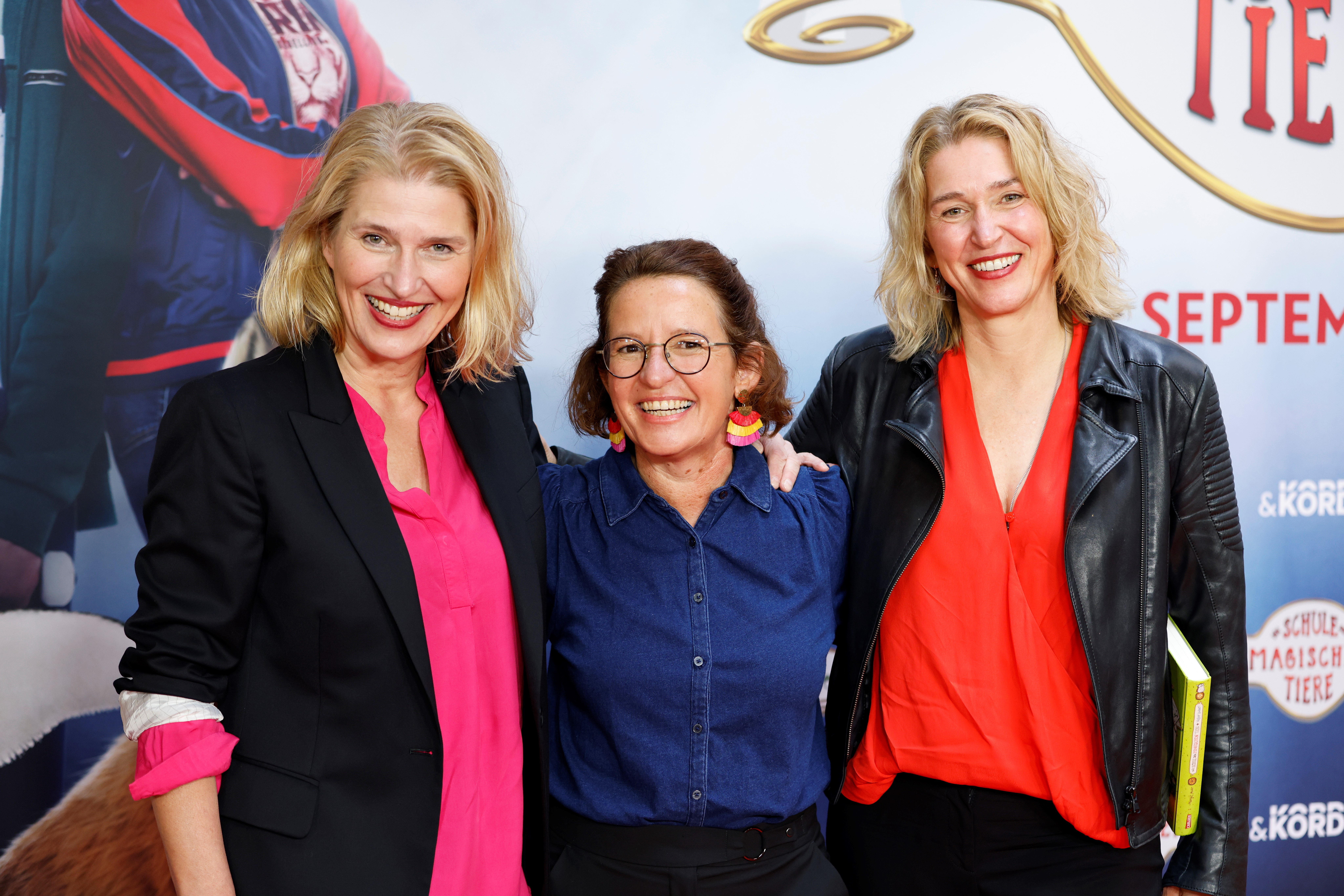
Auf der Filmpremiere der Buchverfilmung Alexandra Kordes, Margit Auer und Meike Kordes (v.l. in 2022)

Die Filmrechte zur Buchreihe wurden 2014 an die Berliner Filmproduktionsfirma Kordes & Kordes vergeben, nachdem die Produzentin Meike Kordes im Sommer 2013 bei einer Zugfahrt auf den ersten Band aufmerksam geworden war. Ein Vater las seiner Tochter das Buch vor, Meike Kordes fotografierte heimlich das Cover. Ein Jahr später trafen sich die beiden Produzentinnen Alexandra und Meike Kordes mit Verlagsleuten und der Autorin in einem Münchner Café, um über die Filmrechte zu verhandeln.
Die Dreharbeiten zur ersten Folge begannen im September 2019 auf Schloss Grafenegg in Niederösterreich. Sie wurden im Oktober 2019 in München (Rathaus und Bavaria Studios) und im November 2019 in Köln (MMC Studios) fortgesetzt. Das Drehbuch schrieb Viola M. J. Schmidt. Mit der Regie wurde Gregor Schnitzler beauftragt.
Die Hauptrollen der Erwachsenen wurden an Nadja Uhl (Mary Cornfield), Milan Peschel (Mortimer Morrison), Justus von Dohnányi (Heribert Siegmann), Heiko Pinkowski (Willi Wondraschek) und Marleen Lohse (Elvira Kronenberg) vergeben. Die Hauptrollen der Kinder gingen an Emilia Maier (Ida Kronenberg), Leonard Conrads (Benni Schubert), Loris Sichrovsky (Jo Wieland) und Emilia Pieske (Helene May).
Für das Kinder-Casting hatten sich über 3.500 Mädchen und Jungen beworben. Die Tierstimmen sprechen Katharina Thalbach (Schildkröte Henrietta), Max von der Groeben (Fuchs Rabbat) und Sophie Rois (Elster Pinkie).
Der Film kam am 14. Oktober 2021 in die Kinos. Am 23. September 2021 erschien das „Buch zum Film“.
Mit 1,7 Millionen Zuschauern wurde Die Schule der magischen Tiere der erfolgreichste deutsche Kinofilm des Jahres.
Der zweite Teil wurde vom 8. Juli bis 15. September 2021 in Bayern, Thüringen, Sachsen-Anhalt und Sachsen gedreht. Der Film startete am 29. September 2022 im Verleih von Leonine in den Kinos von Deutschland und Österreich. Als neue magische Tiere kamen Pinguin Juri (gesprochen von Axel Stein) und Chamäleon Caspar (gesprochen von Rick Kavanian) hinzu. Mit insgesamt 2,8 Millionen Zuschauern wurde auch der zweite Teil der erfolgreichste deutsche Film des Jahres. Der dritte Teil kam am 26. September 2024 in die deutschen Kinos mit Krokodil Rick (Felix Kramer) und Kater Karajan (Ralf Schmitz) als neue Tiere. Teil 4 der Magischen Tiere läuft ab dem 25. September 2025 in den deutschen Kinos. Mit dabei die Eule Muriel (gesprochen von Annette Louisan) und der Koboldmaki Fitzgeraldo (gesprochen von Daniel Zillmann).

## Theateradaptionen

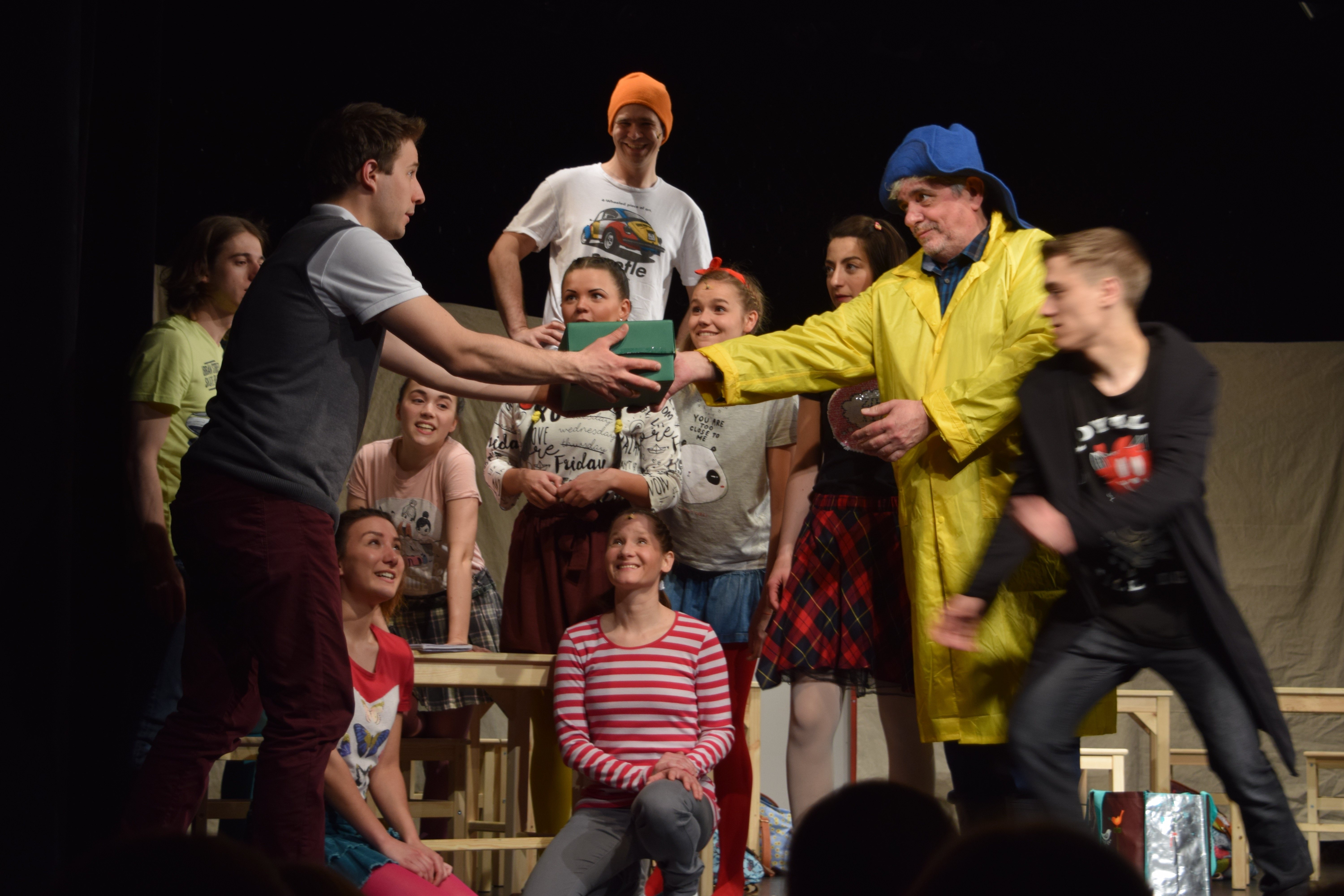
Kolibri-Theater Budapest

2017 wurde „Die Schule der magischen Tiere“ am Kolibri-Theater in Budapest in ungarischer Sprache aufgeführt.
Seit 2021 wird „Die Schule der magischen Tiere“ am Jungen Theater Bonn in einer Inszenierung von Nick Westbrock gespielt (Bühnenbearbeitung: Tristan Berger).

## Reihen

### Die Schule der magischen Tiere
- 1: Die Schule der magischen Tiere. Carlsen, Hamburg 2013, ISBN 978-3-551-65271-3
- 2: Voller Löcher! Carlsen, Hamburg 2013, ISBN 978-3-551-65272-0
- 3: Licht aus! Carlsen, Hamburg 2013, ISBN 978-3-551-65273-7
- 4: Abgefahren! Carlsen, Hamburg 2014, ISBN 978-3-551-65274-4
- 5: Top oder Flop! Carlsen, Hamburg 2014, ISBN 978-3-551-65275-1
- 6: Nass und nasser! Carlsen, Hamburg 2015, ISBN 978-3-551-65276-8
- 7: Wo ist Mr. M? Carlsen, Hamburg 2015, ISBN 978-3-551-65277-5
- 8: Voll verknallt! Carlsen, Hamburg 2016, ISBN 978-3-551-65278-2
- 9: Versteinert! Carlsen, Hamburg 2017, ISBN 978-3-551-65279-9
- 10: Hin und weg! Carlsen, Hamburg 2018, ISBN 978-3-646-92910-2
- 11: Wilder, wilder Wald!, Carlsen, Hamburg 2020, ISBN 978-3-551-65361-1
- 12: Voll das Chaos! Carlsen, Hamburg 2021, ISBN 978-3-551-65362-8
- 13: Bravo, bravissimo! Carlsen, Hamburg 2022, ISBN 978-3-551-65363-5
- 14: Ach du Schreck! Carlsen, Hamburg 2023, ISBN 978-3-551-65364-2
- 15: Vierundzwanzig Carlsen, Hamburg 2024, ISBN 978-3-551-65365-9
- 16: Land unter! Carlsen, Hamburg 2025, ISBN 978-3-551-65366-6

### Die Schule der magischen Tiere – Endlich Ferien
- 1: Rabbat und Ida. Carlsen, Hamburg 2016, ISBN 978-3-551-65331-4
- 2: Silas und Rick. Carlsen, Hamburg 2017, ISBN 978-3-551-65332-1
- 3: Henry und Leander. Carlsen, Hamburg 2018, ISBN 978-3-551-65333-8
- 4: Helene und Karajan. Carlsen, Hamburg 2019, ISBN 978-3-551-65334-5
- 5: Benni und Henrietta. Carlsen, Hamburg 2020, ISBN 978-3-551-65335-2
- 6: Hatice und Mette-Maja. Carlsen, Hamburg 2021, ISBN 978-3-551-65336-9
- 7: Max und Muriel. Carlsen, Hamburg 2022, ISBN 978-3-551-65337-6
- 8: Franka und Cooper. Carlsen, Hamburg 2023, ISBN 978-3-551-65338-3
- 9: Elisa und Silber. Carlsen, Hamburg 2024, ISBN 978-3-551-65339-0

### Die Schule der magischen Tiere ermittelt
- 1: Der grüne Glibber-Brief. Carlsen, Hamburg 2020, ISBN 978-3-551-65591-2
- 2: Der Hausschuh-Dieb. Carlsen, Hamburg 2020, ISBN 978-3-551-65592-9
- 3: Der Kokosnuss-Klau. Carlsen, Hamburg 2021, ISBN 978-3-551-65593-6
- 4: Der Flötenschreck. Carlsen, Hamburg 2022, ISBN 978-3-551-65594-3[16]
- 5: Der Gurkenschurke. Carlsen, Hamburg 2023, ISBN 978-3-551-65595-0
- 6: Die Plätzchenfalle. Carlsen, Hamburg 2023, ISBN 978-3-551-65596-7
- 7: Das Biber-Rätsel, Carlsen, Hamburg 2025, ISBN 978-3551657374

## Sonderbände
- Eingeschneit! Ein Winterabenteuer. Carlsen, Hamburg 2019, ISBN 978-3-551-65046-7
- Die Schule der magischen Tiere: Das Buch zum Film. Carlsen, Hamburg 2021, ISBN 978-3-551-65034-4
- Die Schule der magischen Tiere 2: Das Buch zum Film. Carlsen, Hamburg 2022, ISBN 978-3-551-65037-5
- Die Schule der magischen Tiere 3: Das Buch zum Film. Carlsen, Hamburg 2024, ISBN 978-3-551-65038-2
- Die Schule der magischen Tiere 4: Das Buch zum Film, Carlsen, Hamburg, 2025, ISBN 978-3551650498

## Briefmarke
Im Jahr 2024 würdigte das Bundesfinanzministerium die Serie mit einer Briefmarke. Die Marke hat den Wert von 85 Cent. Erstverkaufstag war der 10. Oktober 2024. Der Entwurf stammt von Chayenn Gutowski.